# Cinara smaragdina
Cinara smaragdina är en insektsart. Cinara smaragdina ingår i släktet Cinara och familjen långrörsbladlöss. Inga underarter finns listade i Catalogue of Life.